# Ekspander
Ekspander – graf o niewielkiej liczbie krawędzi, w którym każdy podzbiór wierzchołków ma dużo sąsiadów. Istnieje kilka nierównoważnych formalizacji tej własności, definiujących różne klasy ekspanderów. Ekspandery pozwoliły na uzyskanie kilku istotnych wyników z różnych dziedzin informatyki: dowodów w teorii złożoności, projektowaniu sieci sortujących, kodów korekcji błędów, ekstraktorów losowości i odpornych na błędy schematów komunikacji w sieciach komputerowych.

## Definicje
W zależności od kontekstu, używa się różnych sposobów mierzenia ekspansji grafu.

### Ekspansja wierzchołkowa
{\displaystyle \alpha } – ekspansja wierzchołkowa grafu to współczynnik
{\displaystyle g_{\alpha }(G)=\min _{1\leqslant |S|\leqslant \alpha {n}}{\frac {|\Gamma (S)|}{|S|}},}
gdzie {\displaystyle \Gamma (S)} oznacza zbiór wszystkich sąsiadów zbioru {\displaystyle S} (wierzchołków połączonych z tym zbiorem krawędzią). W niektórych zastosowaniach używa się pojęcia ekspansji jednokrawędziowej, gdzie bierze się pod uwagę tylko sąsiadów połączonych dokładnie jedną krawędzią z {\displaystyle S.}

### Ekspansja krawędziowa
Współczynnik ekspansji krawędziowej grafu {\displaystyle G} definiuje się jako:
{\displaystyle h_{\alpha }(G)=\min _{1\leqslant |S|\leqslant \alpha {n}}{\frac {|\partial (S)|}{|S|}},}
gdzie {\displaystyle \partial (S)} oznacza zbiór krawędzi które łączą wierzchołek z {\displaystyle S} z wierzchołkiem spoza {\displaystyle S.}

### Ekspansja spektralna
Przedstawiając graf jako macierz sąsiedztwa, można zdefiniować ekspansję w terminach wartości własnych tej macierzy. Macierz ta jest z definicji symetryczna, posiada zatem {\displaystyle n} rzeczywistych wartości własnych {\displaystyle \lambda _{0}\geqslant \lambda _{1}\geqslant \ldots \geqslant \lambda _{n-1}.} W przypadku grafu regularnego {\displaystyle \lambda _{0}} jest równa stopniowi grafu {\displaystyle d.} Różnica {\displaystyle d-\lambda _{1}} nazywana jest przerwą spektralną.

## Zależności pomiędzy definicjami
Powyższe zależności są ze sobą powiązane. Oczywista jest zależność: {\displaystyle h_{\alpha }(G)\geqslant g_{\alpha }(G).}
Zależności pomiędzy ekspansją spektralną a pozostałymi zależnościami wyglądają następująco (dla grafu regularnego {\displaystyle G})
{\displaystyle {\frac {1}{2}}(d-\lambda _{1})\leqslant h_{1/2}(G)\leqslant {\sqrt {2d(d-\lambda _{1})}},}
{\displaystyle g_{\alpha }(G)\geqslant {\frac {1}{(1-\alpha )({\frac {\lambda _{1}}{d}})^{2}+\alpha }}.}

## Przykłady ekspanderów
Losowo wygenerowany graf (przez łączenie krawędziami losowych wierzchołków) z dużym prawdopodobieństwem będzie miał wysokie współczynniki ekspansji.
Znane są również deterministyczne konstrukcje ekspanderów o dobrych własnościach. Przykładem jest rodzina grafów Ramanujan, o maksymalnej możliwej przerwie spektralnej. Kombinatoryczne konstrukcje takie jak zig-zag product, pozwalają uzyskiwać w prosty sposób grafy o dużej ekspansji wierzchołkowej.